# ReVamp (álbum)
ReVamp é o primeiro álbum de estúdio da banda holandesa de metal sinfônico ReVamp, lançado em 26 de maio de 2010 na Europa pela Nuclear Blast.
Este álbum marca o primeiro lançamento da cantora Floor Jansen desde o álbum auto-intitulado de sua antiga banda, After Forever, em 2007.

## Produção
Em 2008, a banda de metal sinfônico After Forever entrou em um período de hiato, o que resultou no fim do grupo em fevereiro de 2009. A vocalista Floor Jansen postou em seu website oficial que, enquanto sua antiga banda estava em espera, ela aproveitou para escrever novas canções com Jorn Viggo Lofstad (Pagan's Mind, Jørn Lande) para um novo projeto musical. Em 16 de junho de 2009, Jansen anunciou através de sua página no MySpace que ela havia formado uma banda de metal, e que seus projetos com Jorn Viggo estavam inativos. Meses depois em outubro de 2009, Floor anunciou o nome de sua nova banda: ReVamp, que contaria com o tecladista Joost van den Broek, e o guitarrista Waldemar Sorychta das bandas Grip Inc. e Eyes of Eden, ambos famosos produtores e compositores.

## Estilo musical
A vocalista Floor Jansen falou sobre o álbum, dizendo: "A música é mais pesada do que alguns de vocês podem esperar. Bombástica, mas com riffs pesados e tambores complexos misturados com cordas melancólicas. Sons de sintetizadores misturados com um belo coral, uma parede de som mais transparente e versátil". Em uma entrevista ao website FloorRocks.com, ela acrescentou: "opera ainda está nele [álbum], mas não tanto".

## Recepção
| Críticas profissionais | Críticas profissionais |
| Avaliações da crítica  | Avaliações da crítica  |
| Fonte                  | Avaliação              |
| ---------------------- | ---------------------- |
| Allmusic               | [ 1 ]                  |
| About.com              | [ 2 ]                  |
| Infernal Masquerade    | (86/100)               |
| Lords of Metal         | (92/100)               |
| Metal Storm            | [ 5 ]                  |
| The Metal Forge        | [ 6 ]                  |

Tanto Alex Henderson do Allmusic e Chad Bowar do About.com analisaram o álbum positivamente, observando como Jansen não se apartou de suas raízes do metal sinfônico e do After Forever, destacando a música e como sua voz tem "a qualidade sombriamente angelical que mulheres cantoras do gênero são conhecidas, mas também traz uma certa quantidade de força para a sua nova banda". A conclusão de Bowar é que "embora haja um par de faixas divididas, isso soou como uma boa ideia (...) ReVamp deve satisfazer os fãs do After Forever, apelando para os fãs de metal gótico e sinfônico". A revista eletrônica Infernal Masquerade chama ReVamp de "primeiro lançamento muito impressionante (...) Algo completamente esperado de Floor Jansen, e esperamos que essa banda continue a melhorar no futuro". O The Metal Forge dá nove de dez estrelas para o disco e afirma que "a nova criação de Floor tem um tipo diferente de vibração, que faz com que ela se destaque comparada ao resto do gênero. A banda está no caminho certo para o sucesso, para nunca mais voltar. O álbum oferece vocais convincentes de Floor, os lotes de passagens sinfônicas dos teclados e guitarras e percussão esmagadoras passam pela borda extrema do metal melódico. Pode parecer um pouco genérico no momento, mas ninguém pode duvidar do poder por trás da música". Por outro lado, a revisão do Metal Storm destaca que "apesar da bela voz de Jansen, o álbum não tem o "punch" e está longe de ser o que poderia ou deveria ser". Com o resultado de que "embora tenha os seus momentos, o disco ainda se sente como se tivesse sido costurado de ideias pouco desenvolvidas".

## Faixas
Todas as músicas são escritas por Floor Jansen, Joost van den Broek e Waldemar Sorychta; letras por Floor Jansen.
| N.º            | Título                                                                           | Duração |  |
| 1.             | "Here's My Hell" (com participação de George Oosthoek)                           | 5:12    |  |
| 2.             | "Head Up High"                                                                   | 3:32    |  |
| 3.             | "Sweet Curse" (com participação de Russell Allen)                                | 4:16    |  |
| 4.             | "Million"                                                                        | 4:20    |  |
| 5.             | "In Sickness 'Till Death Do Us Part - All Goodbyes Are Said"                     | 3:32    |  |
| 6.             | "Break"                                                                          | 4:06    |  |
| 7.             | "In Sickness 'Till Death Do Us Part - Disdain" (com participação de Björn Strid) | 3:32    |  |
| 8.             | "In Sickness 'Till Death Do Us Part - Disgraced"                                 | 3:28    |  |
| 9.             | "Kill Me with Silence"                                                           | 3:56    |  |
| 10.            | "Fast Forward"                                                                   | 3:57    |  |
| 11.            | "The Trial of Monsters"                                                          | 4:20    |  |
| 12.            | "Under My Skin"                                                                  | 4:07    |  |
| 13.            | "I Lost Myself"                                                                  | 3:30    |  |
| 14.            | "No Honey for the Damned" (faixa bônus)                                          | 3:56    |  |
| Duração total: | Duração total:                                                                   | 55:44   |  |

## Desempenho nas paradas
| País          | Parada (2010) | Melhor posição |
| ------------- | ------------- | -------------- |
| Grécia        | IFPI Grécia   | 26             |
| Países Baixos | Dutch Charts  | 58             |

## Créditos
A seguir estão listados os músicos e técnicos envolvidos na produção do álbum ReVamp:

### A banda
- Floor Jansen – vocais, produção executiva

### Músicos convidados
- Waldemar Sorychta – guitarra, baixo, engenharia de áudio
- Arno Krabman – guitarra, baixo, co-produção, engenharia de áudio, mixagem
- Joost van den Broek – teclado, sintetizadores, piano, programação, cordas e arranjos de coral, produção, engenharia de áudio, mixagem
- Koen Herfst – percussão
- George Oosthoek – vocais em "Here's My Hell"
- Russell Allen – vocais em "Sweet Curse"
- Björn Strid – vocais em "In Sickness 'Till Death Do Us Part - Disdain"

Coral
- Annemieke Klinkenberg-Nuijten – soprano
- Annette Vermulen – alto
- Daan Verlaan – tenor
- Gijs Klunder – barítono

Cordas
- Ben Mathot – violino
- Judith van Driel – violino
- Mark Mulder – viola
- David Faber – violoncelo